# Helena Bavorská
Helena Karolína Tereza, zvaná Néné (4. dubna 1834, Mnichov – 16. května 1890, Řezno), bavorská vévodkyně a princezna, sňatkem se dočasně stala hlavou rodu Thurn-Taxisů.

## Mladá léta
Narodila se jako třetí potomek bavorského vévody Maxe Josefa a jeho manželky princezny Ludoviky. Jejich manželství ale nebylo šťastné. Vévoda Max byl veselý člověk, který mnoho cestoval, dával přednost společnosti obyčejných lidí a nenechal na pokoji žádnou sukni. Jeho manželka Ludovika se narodila jako královská dcera a domluvený sňatek s požitkářským Maxem se jí rozhodně nezamlouval. Oba manželé byli velmi rozdílní, Ludovika se snažila svým dětem vštípit nějaké vědomosti (podle otcova vzoru) a vévoda Max dělal vše proto, aby se jí to nepodařilo (brával děti do cirkusu, cvičil je v jízdě na koni a hře na citeru).
Většinu času trávila Néné se svými sourozenci Ludvíkem, Alžbětou, Karlem Teodorem, Marií, Matyldou, Sofií a Maxem Emanuelem v mnichovském paláci nebo na venkovském zámečku Possenhofen u Starnberského jezera. Nejbližší vztah měla se svou mladší sestrou Alžbětou, toto pouto přetrvalo po celý život až do Heleniny smrti.
Na učení se příliš důrazu nekladlo, matka se sice snažila zajistit vhodné učitele pro své ratolesti, ale tím její iniciativa končila.

## Sestra císařovny a kněžna zThurnu a Taxisu

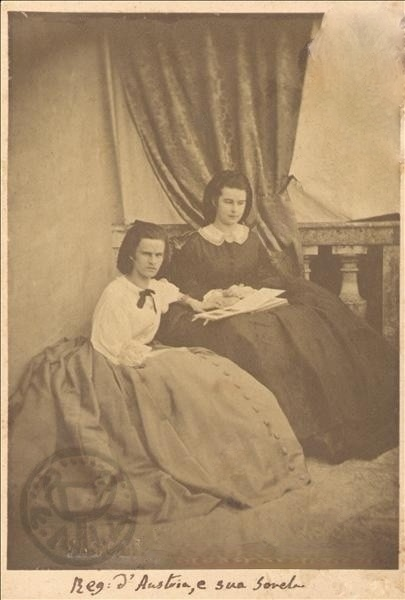
Kněžna Helena a její sestra císařovna Alžběta

Situace se změnila, když se Ludovičina sestra arcivévodkyně Žofie rozhodla, že se její neteř Helena stane manželkou jejího syna rakouského císaře Františka Josefa I. Snažili se rychle dohnat, co by Helena mohla potřebovat jako budoucí císařovna – správně tančit, pohybovat se, oblékat atd. Největší mezery měla ale princezna ve znalosti cizích jazyků, a tak se musela doučit zejména důležité francouzštině a poznat další jazyky podunajské monarchie.
Roku 1853 dorazila Ludovika se svými dvěma dcerami Helenou a Alžbětou do Bad Ischlu, aby se uskutečnilo setkání budoucích snoubenců u příležitosti císařových 23. narozenin. Všechny tři dámy držely smutek za nedávno zesnulého vzdáleného příbuzného. Helena působila v černé upjatě a přísně, naproti tomu mladistvá Alžběta, jejíž nevšední krásu černá jen podtrhovala, císaře záhy upoutala. A tak se roku 1854 konala svatba, avšak nikoli Helenina, nýbrž její sestry Alžběty s císařem Františkem Josefem I.
Roku 1856 přivedla matka Heleně do cesty Maxmiliána Antonína, syna knížete Maxmiliána Karla z rodu Thurn-Taxisů. Tento rod sídlící v Řezně byl jedním z nejbohatších v monarchii (byli zakladateli poštovní služby, na niž měli monopol). Thurn-Taxisové často pořádali hony pro velkou společnost a jako hostitelé byli vyhlášení. Na jejich jídelní tabuli se člověk mohl setkat jak s nejvyhlášenějšími, tak s nejexotičtějšími lahůdkami vůbec. Také jejich paláce byly krásně a moderně zařízeny, aby jejich návštěvníci měli co nejlepší pohodlí.
Maxmilián Antonín a Helena v sobě našli zalíbení, Maxmilián však nebyl Heleně roven rodem (byl pouze kníže a Helena sestra císařovny rakouské), celou záležitost vyvolal Helenin příbuzný, bavorský král Maxmilián II. Bavorský, aby ji mohl opět vyřešit – Helena byla oprávněna, kromě titulu dědičná princezna/kněžna z Thurnu a Taxisu, používat i titul vévodkyně bavorská (Její královská Výsost).
24. srpna 1858 se v Possenhofenu konala velkolepá svatba, po které Helena přesídlila do Řezna. Ve městě byla známa svou péčí o chudé a potřebné lidi, stejně jako v celém Bavorsku, iniciovala zřizování různých spolků a památníků. Princezna byla jak mezi obyčejnými lidmi, tak i mezi svými novými příbuznými velmi oblíbená.

## Helenin nesnadný život
- Její manžel Maxmilián zemřel 26. června 1867 v 35 letech v Řezně na ledvinové onemocnění, téhož roku zemřel i jeho otec Maxmilián Karel. A tak se hlavou rodu Thurn-Taxisů až do plnoletosti syna Maxmiliána Marii stala Helena.
- Roku 1877 se její dcera Alžběta vdala za prince Michala II., ale o čtyři roky později (1881) zemřela při porodu třetího dítěte.
- Roku 1885 zemřel její starší syn Maxmilián Maria, nepomohla ani její snaha kontaktovat svého bratra Karla Teodora, který se stal lékařem.

V roce 1890 těžce onemocněla a 16. května v Řezně za přítomnosti své sestry císařovny Alžběty zemřela.

## Potomci
- 1. Luisa z Thurnu a Taxisu (1. 6. 1859 Dischingen – 20. 6. 1948 Sigmaringen)
  - ⚭ 1879 Fridrich Hohenzollern-Sigmaringen (25. 6. 1843 Inzigkofen – 2. 12. 1904 Mnichov)
- 2. Alžběta z Thurnu a Taxisu (28. 5. 1860 Drážďany – 7. 2. 1881 Šoproň)
  - ⚭ 1877 Miguel Portugalský (19. 9. 1853 Kleinheubach – 11. 10. 1927 Seebenstein), vévoda z Braganzy
- 3. Maxmilián Maria z Thurnu a Taxisu (24. 6. 1862 Dischingen – 2. 6. 1885 Řezno), 7. kníže z Thurn-Taxisu, svobodný a bezdětný
- 4. Albert z Thurnu a Taxisu (8. 5. 1867 Řezno – 22. 1. 1952 tamtéž), 8. kníže z Thurn-Taxisu
  - ⚭ 1890 Markéta Klementina Rakouská (6. 7. 1870 Alcsút – 2. 5. 1955 Řezno)

## Vývod z předků
|                 |                                       |  |                                     |                                       |  |  |  |  |  |  |  | Jan Karel Falcko-Gelnhausenský |
|                 |                                       |  |                                     |                                       |  |  |  |  |  |  |  |                                |
|                 | Vilém Bavorský                        |  |                                     |                                       |  |  |  |  |  |  |  |                                |
|                 |                                       |  |                                     |                                       |  |  |  |  |  |  |  |                                |
|                 |                                       |  |                                     | Žofie Šarlota Salm-Dhaunská           |  |  |  |  |  |  |  |                                |
|                 |                                       |  |                                     |                                       |  |  |  |  |  |  |  |                                |
|                 | Pius Augustus Bavorský                |  |                                     |                                       |  |  |  |  |  |  |  |                                |
|                 |                                       |  |                                     |                                       |  |  |  |  |  |  |  |                                |
|                 |                                       |  |                                     | Fridrich Michal Falcko-Zweibrückenský |  |  |  |  |  |  |  |                                |
|                 |                                       |  |                                     |                                       |  |  |  |  |  |  |  |                                |
|                 | Maria Anna Falcko-Zweibrückenská      |  |                                     |                                       |  |  |  |  |  |  |  |                                |
|                 |                                       |  |                                     |                                       |  |  |  |  |  |  |  |                                |
|                 |                                       |  |                                     | Marie Františka Falcko-Sulzbašská     |  |  |  |  |  |  |  |                                |
|                 |                                       |  |                                     |                                       |  |  |  |  |  |  |  |                                |
|                 | Maxmilián Josef Bavorský              |  |                                     |                                       |  |  |  |  |  |  |  |                                |
|                 |                                       |  |                                     |                                       |  |  |  |  |  |  |  |                                |
|                 |                                       |  |                                     | Karel Maria Raimund z Arenbergu       |  |  |  |  |  |  |  |                                |
|                 |                                       |  |                                     |                                       |  |  |  |  |  |  |  |                                |
|                 | Ludvík Engelbert z Arenbergu          |  |                                     |                                       |  |  |  |  |  |  |  |                                |
|                 |                                       |  |                                     |                                       |  |  |  |  |  |  |  |                                |
|                 |                                       |  |                                     | Luisa Marie de La Marck ze Schleidenu |  |  |  |  |  |  |  |                                |
|                 |                                       |  |                                     |                                       |  |  |  |  |  |  |  |                                |
|                 | Amálie Luisa Arenberková              |  |                                     |                                       |  |  |  |  |  |  |  |                                |
|                 |                                       |  |                                     |                                       |  |  |  |  |  |  |  |                                |
|                 |                                       |  |                                     | Louis Joseph de Mailly                |  |  |  |  |  |  |  |                                |
|                 |                                       |  |                                     |                                       |  |  |  |  |  |  |  |                                |
|                 | Marie Adélaïde Julie de Mailly        |  |                                     |                                       |  |  |  |  |  |  |  |                                |
|                 |                                       |  |                                     |                                       |  |  |  |  |  |  |  |                                |
|                 |                                       |  |                                     | Adélaïde Julie d'Hautefort            |  |  |  |  |  |  |  |                                |
|                 |                                       |  |                                     |                                       |  |  |  |  |  |  |  |                                |
| Helena Bavorská |                                       |  |                                     |                                       |  |  |  |  |  |  |  |                                |
|                 |                                       |  |                                     |                                       |  |  |  |  |  |  |  |                                |
|                 |                                       |  | Kristián III. Falcko-Zweibrückenský |                                       |  |  |  |  |  |  |  |                                |
|                 |                                       |  |                                     |                                       |  |  |  |  |  |  |  |                                |
|                 | Fridrich Michal Falcko-Zweibrückenský |  |                                     |                                       |  |  |  |  |  |  |  |                                |
|                 |                                       |  |                                     |                                       |  |  |  |  |  |  |  |                                |
|                 |                                       |  |                                     | Karolína Nasavsko-Saarbrückenská      |  |  |  |  |  |  |  |                                |
|                 |                                       |  |                                     |                                       |  |  |  |  |  |  |  |                                |
|                 | Maxmilián I. Josef Bavorský           |  |                                     |                                       |  |  |  |  |  |  |  |                                |
|                 |                                       |  |                                     |                                       |  |  |  |  |  |  |  |                                |
|                 |                                       |  |                                     | Josef Karel Falcko-Sulzbašský         |  |  |  |  |  |  |  |                                |
|                 |                                       |  |                                     |                                       |  |  |  |  |  |  |  |                                |
|                 | Marie Františka Falcko-Sulzbašská     |  |                                     |                                       |  |  |  |  |  |  |  |                                |
|                 |                                       |  |                                     |                                       |  |  |  |  |  |  |  |                                |
|                 |                                       |  |                                     | Alžběta Augusta Falcko-Neuburská      |  |  |  |  |  |  |  |                                |
|                 |                                       |  |                                     |                                       |  |  |  |  |  |  |  |                                |
|                 | Ludovika Bavorská                     |  |                                     |                                       |  |  |  |  |  |  |  |                                |
|                 |                                       |  |                                     |                                       |  |  |  |  |  |  |  |                                |
|                 |                                       |  |                                     | Karel Fridrich Bádenský               |  |  |  |  |  |  |  |                                |
|                 |                                       |  |                                     |                                       |  |  |  |  |  |  |  |                                |
|                 | Karel Ludvík Bádenský                 |  |                                     |                                       |  |  |  |  |  |  |  |                                |
|                 |                                       |  |                                     |                                       |  |  |  |  |  |  |  |                                |
|                 |                                       |  |                                     | Karolína Luisa Hesensko-Darmstadtská  |  |  |  |  |  |  |  |                                |
|                 |                                       |  |                                     |                                       |  |  |  |  |  |  |  |                                |
|                 | Karolína Frederika Vilemína Bádenská  |  |                                     |                                       |  |  |  |  |  |  |  |                                |
|                 |                                       |  |                                     |                                       |  |  |  |  |  |  |  |                                |
|                 |                                       |  |                                     | Ludvík IX. Hesensko-Darmstadtský      |  |  |  |  |  |  |  |                                |
|                 |                                       |  |                                     |                                       |  |  |  |  |  |  |  |                                |
|                 | Amálie Hesensko-Darmstadtská          |  |                                     |                                       |  |  |  |  |  |  |  |                                |
|                 |                                       |  |                                     |                                       |  |  |  |  |  |  |  |                                |
|                 |                                       |  |                                     | Karolína Falcko-Zweibrückenská        |  |  |  |  |  |  |  |                                |
|                 |                                       |  |                                     |                                       |  |  |  |  |  |  |  |                                |